# Salzburger Volksblatt
Das Salzburger Volksblatt war eine Tageszeitung für das Bundesland Salzburg. Gegründet 1870, erschien sie regelmäßig ab 1871 bis 1942, als sie mit der Salzburger Zeitung und der Salzburger Landeszeitung vereinigt wurde, und nach dem Zweiten Weltkrieg wieder vom 15. Juni 1950 bis zum 14. April 1979.

## Geschichte
Ihre politische Ausrichtung in der Ersten Republik war deutschnational. Sie stand der Großdeutschen Volkspartei nahe, wandte sich aber ab 1931/32 der österreichischen NSDAP zu.
In der Nachkriegszeit war ihre politische Ausrichtung rechts der Mitte mit Sympathie zur Freiheitlichen Partei Österreichs (FPÖ). Langjähriger Chefredakteur war zu dieser Zeit Hans Menzel. Dieser setzte sich in zahlreichen Artikeln für die Freilassung des in Italien einsitzenden, zu lebenslanger Haft verurteilten Kriegsverbrecher Walter Reder ein. Gedruckt wurde das Salzburger Volksblatt im Verlagshaus Rudolf Kiesel.
Später wurde versucht, das Blatt als eine regionale Parteizeitung der FPÖ für das Bundesland Salzburg wiederzubeleben. Es erschien zweimal wöchentlich und konnte nur mit Hilfe von öffentlichen Fördermitteln überleben. Vom Land Salzburg erhielt das Volksblatt im Jahr 1987 noch etwa 651.000 Schilling (rund 47.000 Euro).
1991, in der Phase des Niedergangs der österreichischen Parteizeitungen, wurde das Blatt eingestellt.